# Juan Ignacio Gorriti
Juan Ignacio Gorriti (Horcones, Virregnat del Perú, avui província de Salta, 10 de juny del 1766 - Sucre, Bolívia, 25 de maig del 1842), sacerdot i polític argentí, membre de la Junta Grande el 1811 i del congrés constituent del 1825, governador de la província de Salta entre març de 1828 i gener del 1832 .

## Biografia
Era fill de Ignacio de Gorriti, un gran terratinent de Jujuy; Va estudiar a la Universitat de Còrdova, on es va doctorar en teologia el 1791 i va ser ordenat sacerdot. El seu primer càrrec va ser als pobles indis de Cochinoca i Casabindo, a la Puna, per passar després a ser capellà i vicari de l'església matriu de San Salvador de Jujuy al 1804, càrrec que exerciria durant vint-i-un anys. Va destacar com a orador sagrat i patriòtic; En assabentar-se de la invasió napoleònica a Espanya, va escriure un "Al·legat de Dret Públic", per a demostrar que el poder havia de tornar al poble de les colònies.
A mitjans del 1810, el cabildo de Jujuy el va nombrar diputat a la Junta Grande
, a la qual es va incorporar al desembre. Reiteradament va demanar la separació de Jujuy de la província de Salta, on va fer el primer discurs públic d'una voluntat autonomista, que després derivaria en federalisme. Com a curiositat, Jujuy va ser la última de les catorze províncies argentines del segle xix a separar-se de la seva capital (el 1834) i el propi Gorriti militaria més tard en l'unitarisme.
Va donar suport al president de la Junta, Cornelio Saavedra, i va ser durant varis mesos secretari del president. Juntament amb els altres diputats de l'interior, va ser expulsat pel Primer Triumvirat a finals del 1811; Va ser Gorriti qui més va protestar per aquest fet, i va advertir a les províncies que en el futur haurien de protegir-se contra la prepotència de Buenos Aires. Tot un pronòstic del futur del país.
Va tornar a Jujuy, on va col·laborar amb l'Exèrcit del Nord, especialment quan Manuel Belgrano en va ser comandant. A petició, va beneir la primera bandera nacional el 25 de maig del 1812, i va ser capellà titular de l'Exèrcit del Nord. Va ser nomenat canonge de la Catedral de Salta, vicari i governador del bisbat vacant.
Les seves relacions amb el governador Güemes es van anar tensant durant la segona meitat del 1810. El seu germà José Ignacio va ser diputat al Congrés de Tucumán i va destacar com un dels millors oficials a les seves ordres. Un altre dels seus germans, “Pachi” Gorriti, era considerat el millor llancer del nord.
Va donar suport a la política del seu germà. Va ser governador dos cops després de la mort de Güemes, i va ser diputat provincial durant el seu govern. El 1824 va ser diputat electe al Congrés de Buenos Aires, on es va mantenir independent entre les tendències federal i unitària. Va votar a favor de la presidència de Rivadavia i en contra de totes les iniciatives dels federals, però va rebutjar la constitució unitària del 1826.
Després de la caiguda de Rivadavia, va tornar a Salta, on va ser president de la legislatura provincial, representant a Jujuy, i va ser nomenat governador de la diòcesi.
Va ser federal. La seva oposició als partidaris de Güemes i la seva amistat amb els unitaris el van unir a aquest partit, igual que al seu germà. No obstant, el seu germà menor, Francisco Gorriti, va militar al partit federal. Es va unir a la Lliga de l'Interior dirigida pel general Paz, i va ser governador de Salt al març del 1829 (substituint al seu germà que era general). Al gener del 1832, el partit unitari va ser derrotat a Ciutadella. Com a conseqüència va signar un tractat de pau amb els representants del general Facundo Quiroga i va presentar la seva renuncia.
Va emigrar junt amb els seus germans a Bolívia. Mentre estava a Cochabamba va escriure una "Memòria i Autobiografia", i unes "Reflexions sobre les Causes Morals de les Convulsions dels Estats Americans". Els béns de la seva família van ser embargats pel governador Latorre, de forma que va haver de passar els seus últims anys dedicat a l'ensenyament a la Universitat de Charcas.
Va morir a la ciutat de Sucre al 1842, i va ser enterrat a l'Església de San Miguel d'aquesta ciutat; Les seves restes van ser repatriades al 2005 i enterrades al costat del seu germà José Ignacio a l'entrada de la Catedral de Jujuy.